# Galerie Bogestad

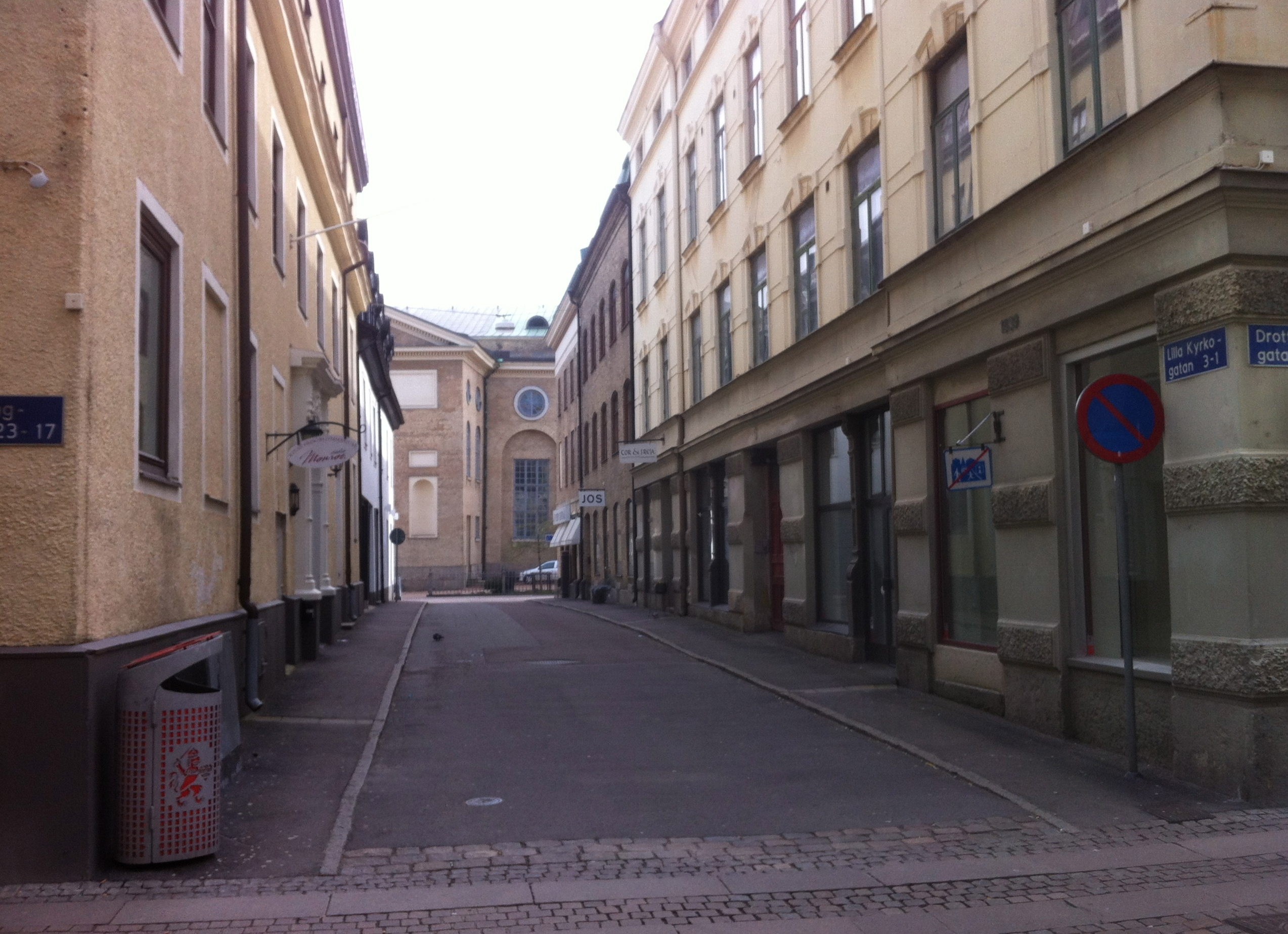
Lilla kyrkogatan där Galerie Bogestad låg 1954–1958.

Galerie Bogestad eller Galleri Bogestad var ett konstgalleri som startade 1954 på Lilla Kyrkogatan 3 i Göteborg, initierat av Bengt Bogestad. Verksamheten, som ibland omskrivs som kulturcentrum var verksamt fram till 1958. Det var bland annat på detta galleri som Roj Friberg 1954 hade sin debututställning. År 1962 tog Tullan Fink över lokalen som sin ateljé och snart startade hon Tullan Finks målarskola i huset, en verksamhet som senare bytte namn till Dômen konstskola.